# Escuela Wells Village
La Escuela Wells Village es una escuela pública que enseña desde el grado K hasta el 6 en Wells, Vermont. Construido alrededor de 1899, es un bello e imponente ejemplo local de arquitectura colonial, diseñado para cumplir con los últimos estándares escolares de la época. Fue incluido en el Registro Nacional de Lugares Históricos en 1993.

## Descripción e historia
La Escuela Wells Village está ubicada en el lado oeste de la villa principal de Wells, en el lado norte de la Calle Principal (Vermont Route 30). Es un edificio de madera de dos pisos, largo y rectangular, con secciones extremas con techo de cadera en cada extremo de una sección central con hastiales. La sección de cadera frontal está frente a un vestíbulo de dos pisos a dos aguas, con la entrada principal en una abertura de arco redondo en su base. La parte frontal de la cadera está coronada por una torreta cuadrada con techo piramidal y una espadaña abierta..
La escuela fue construida por la ciudad alrededor de 1899, con el fin de mejorar las instalaciones escolares de la ciudad y fusionar dos escuelas del distrito. Originalmente tenía dos aulas en la planta baja y un espacio abierto para reuniones con un escenario en la planta superior, que podría usarse para reuniones municipales. El edificio ha sufrido varias modificaciones a lo largo de los años, debido a los requisitos estatales cambiantes para las escuelas. Se agregaron ventanas adicionales y salidas de incendios en las primeras décadas del siglo XX. En 1987, se añadió la parte trasera al edificio y el espacio del piso de arriba se convirtió en dos aulas.